# Die blaue Grenze
Die blaue Grenze ist eine deutsche Tragikomödie aus dem Jahr 2005 vom Regisseur Till Franzen.

## Handlung
Momme Bief findet seinen Vater tot in der Küche auf und um dessen Vater, also seinem Großvater, die Todesnachricht persönlich zu überbringen, fährt er in dessen Heimatort, dem direkt an der deutsch-dänischen Grenze gelegenen Flensburg. Jedoch zeigt sich der alte Herr wenig zugänglich, da er selbst noch unter dem Tod seiner Frau leidet. So kommt es nicht zum Gespräch zwischen Großvater und Enkelsohn, zumal der Großvater ins nahe gelegene Dänemark zum Angeln fährt, um dort Vergessen zu finden.
Momme lernt währenddessen auf einer Fete die hübsche Dänin Lene kennen, die ihrerseits ebenfalls um Verwandte trauert. Durch die gemeinsame Trauer entsteht ein Gefühl von Verbundenheit, so dass die beiden schlussendlich auf Grund eines Irrtums die Nacht miteinander auf der Polizeiwache verbringen. Nachdem sich aufgrund eines Verhörs durch Kommissar Poulsen der Irrtum aufklärt, werden beide am nächsten Morgen freigelassen; die beiden gehen auseinander, Lene fährt zurück nach Dänemark.
Er versucht ihr nachzureisen, hat jedoch Schwierigkeiten, die über die Flensburger Förde verlaufende Staatsgrenze, eben jene titelgebende „blaue Grenze“, zu passieren. Wie der Zufall es will, hat sich Mommes Großvater währenddessen als Angelplatz just den Platz vor dem Haus gewählt, in welchem Lene ihre kranke Großmutter pflegt. Nebenher wird auch die Geschichte des einsamen Kommissars Poulsen erzählt, bei dem sich eine Verbindung zu seiner rätselhaften Nachbarin Frau Marx anbahnt.
Über die Schicksale der drei Protagonisten, die sich immer wieder auf merkwürdige Weise kreuzen, berichtet die weitere Handlung des Films.

## Hintergrund
Für Regisseur Till Franzen, geboren 1973 in Flensburg stellt „Die blaue Grenze“ seinen ersten abendfüllenden Spielfilm dar.
Drehorte waren Flensburg sowie die angrenzende Region Süddänemark. Aus Flensburg spielte zudem die Volksschauspielerin Renate Delfs mit.

## Veröffentlichungen
Im Kino lief der Film ab dem 24. November 2005. Am 16. November 2006 wurde der Film dann vom Label Epix auf DVD veröffentlicht. Die Erstausstrahlung im TV lief am 12. April 2008 auf ARTE.

## Kritik

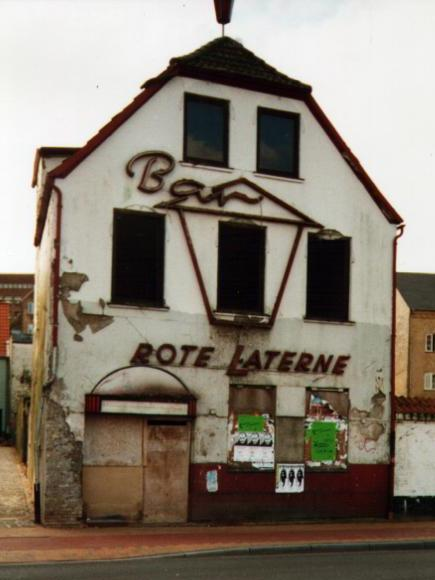
Das damals schon lange Zeit geschlossene Lokal Rote Laterne an der Flensburger Schiffbrücke diente als Filmmotiv. — Im Film behauptet eine Nachbarin, dass der Großvater dort sei. Der Enkel steht wenig später vor der lange schon verschlossenen Tür des verruchten Lokals. (Foto: 2006)

„Die blaue Grenze“ ist kein perfekter aber ein sympathischer Film. Zwar hat er Längen und wirkt in seiner Symbolik stellenweise etwas aufgesetzt; doch gelingt ihm in großen Teilen eine zauberhafte Geschichte, die dem Zuschauer genug Raum für eigene Deutungen lässt. – Filmstarts-Kritik
Diese sich von der ersten Minute an entwickelnde ätherische Romantik des Films wird in großartiger Manier von allen Kreativabteilungen unterstützt und durchgehalten, ohne daß sie auch nur einen Moment lang einen Bruch erleidet.
(...)
Die blaue Grenze ist ein Augenschmaus und in seinem norddeutschen Flair beseelt von der herben Romantik, die sich hinter kühlen Fassaden und trüben Blicken verbirgt. – Oliver Baumgarten - schnitt.de

## Auszeichnungen
- Publikumspreis des Festival des deutschen Films 2005[5]